# Список втрат військової авіації України під час російського вторгнення
У статті з відкритих матеріалів поширених у ЗМІ в хронологічному порядку подано дані втрат військової авіації та пов'язаної з військовими діями повітряних суден з початку повномаштабного вторгнення 24 лютого 2022 року.

## Втрати серед літаків ВПС України під час АТО та ООС
- 16.06.2014 Су-25М1 б/н03 Донецька область 299 БрТА пілот катапультувався та вижив
- Су-25 б/н 08 Донецька область 299 БрТА пілот капітан Волошин Владислав Валерійович катапультувався та вижив
- 07.08.2014 МіГ-29 б/н 02Донецька область 114 брТА пілот катапультувався
- 17.08.2014 МіГ-29 б/н53 Донецька область 114 БрТА
- 20.8.2014 Су-24М б/н27 Донецька область пілот підполковник Антонов Андрій та штурман Карачов Олександр катапультувались і вижили
- 11.11.2015 Су-25 Запорізька область пілот старший лейтенант Большаков Єгор загинув
- 29.09.2017 Л-39 підполковник Бородаченко Сергій загинув
- 16.10.2018 Су-27 б/н70 831 ЬрТА Вінницька область пілоти полковник Петренко Іван та підполковник Нерінг Сет загинули
- 15.12.2018 Су27 б/н55 Житомирська область майор Фоменко Олександр загинув

## Втрати серед літаків ВПС України
| Дата       | Тип літака | Номер | Місце падіння                                                  | Бригада ВПС України | Опис події                                                                                      |
| ---------- | ---------- | ----- | -------------------------------------------------------------- | ------------------- | ----------------------------------------------------------------------------------------------- |
| 24.02.2022 | Су-27      | ?     | с. Озерне, Житомирська область, Україна                        | 39-та БТА           | пілот підполковник Вагоровський Едуард Миколайович загинув у повітрі від влучання ракети        |
| 24.02.2022 | Л-39       | ?     | с. Кринцілів, Хмельницький район, Хмельницька область, Україна | 39-та БТА           | пілот майор Коломієць Дмитро Валерійович "Colombo" загинув у повітрі, прийняв вогонь на себе    |
| 24.02.2022 | МіГ-29     | ?     | Васильків, Київська область, Україна                           | 40 БрТА             | Радіонов В'ячеслав Денисович                                                                    |
| 24.02.2022 | Су-25      | 19    | смт Чаплинка, Херсонська область, Україна                      | 299 БрТА            | пілот полковник Жибров Олександр Олександрович літак збитий під час виконання завдання          |
| 24.02.2022 | МіГ-29     | 5     | Київська область, Україна                                      | 40 БрТА             | пілот полковник Єрко В'ячеслав Володимирович Збитий російською ракетою у повітрі                |
| 24.02.2022 | МіГ-29     | ?     | Київська область, Україна                                      | 40 БрТА             | пілот старший лейтенант Пасулька Роман Сергійович збитий у повітряному бою                      |
| 24.02.2022 | МіГ-29     | ?     | Київська область, Україна                                      | 114 БрТА            | пілот полковник Коханський Володимир Михайлович загинув                                         |
| 24.02.2022 | Су-24М     |       | смт Фарбоване Київської області, Україна                       | 7 БрТА              | пілот майор Куликов Дмитро Олександрович і штурман майор Савчук Микола Володимирович            |
| 24.02.2022 | Су-25М1    | ?     | Херсонська область, Україна                                    | 299 БрТА            | пілот капітан Щербаков Олександр Олександрович загинув                                          |
| 25.02.2022 | Су-27      | ?     | Київ, Україна                                                  | 831 БрТА            | полковник Оксанченко Олександр Якович "Grey Wolf і šedý vlk" загинув                            |
| 25.02.2022 | Су-25      | ?     | с. Глібівка, Вишгородський район, Київська область, Україна    | 299 БрТА            | пілот полковник Матуляк Геннадій Васильович                                                     |
| 25.02.2022 | МіГ-29     | ?     | с.Грушка, Україна                                              |                     | Пілот вижив літак впав через технічну несправність                                              |
| 26.02.2022 | Су-25      | ?     | Херсонська область, Україна                                    | 299 БрТА            | пілот капітан Антихович Андрій Миколайович загинув                                              |
| 26.02.2022 | Су-25      |       | Херсонська область, Україна                                    | 299 БрТА            | старший лейтенант Максимов Андрій, потрапив в полон                                             |
| 27.02.2022 | Су-24М     | ?     | с. Березівка (Бучанський район), Київська область, Україна     | 7 БрТА              | штурман капітан Довгалюк Роман Олександрович і пілот майор Білоус Руслан Олександрович загинули |
| 28.02.2022 | Су-27      | ?     | м. Кропивницький, Україна                                      | 831 БрТА            | пілот майор Чобану Степан Іванович загинув                                                      |
| 02.03.2022 | Су-25      | ?     | Старокостянтинів, Хмельницька область, Україна                 | 299 БрТА            | капітан Корпан Олександр Богданович                                                             |
| 02.03.2022 | МіГ-29     | ?     | у районі Києва, Україна                                        | 40 БрТА             | майор Бринжала Олександр Петрович                                                               |
| 02.03.2022 | Су-24М     | ?     | с. Довбиш Новоград-Волинський район Житомирської області       | 7 БрТА              | полковник Коваленко Микола Миколайович капітан Казіміров Євген Вікторович                       |
| 03.03.2022 | Су-25      | ?     | Миколаївська область, Україна                                  | 299 БрТА            | капітан Мороз Вадим Сергійович                                                                  |
| 08.03.2022 | МіГ-29     | ?     |                                                                | 40 БрТА             | майор Люташин Андрій Олександрович                                                              |
| 09.03.2022 | МіГ-29     |       | поблизу м. Житомира, Україна                                   | 204 БрТА            | Лисенко Євген Вадимович                                                                         |
| 12.03.2022 | Су-24      | ?     | Херсонська область, Україна                                    | 7 БрТА              | підполковник Ошкало Валерій Миколайович майор Чехун Роман Георгійович                           |
| 13.03.2022 | МіГ-29     | ?     | м. Житомир, Україна                                            | 114 БрТА            | майор Тарабалка Степан Іванович                                                                 |
| 14.03.2022 | Су-25      |       |                                                                | 299 БрТА            | пілот Василюк Роман потрапив в полон                                                            |
| 21.03.2022 | Су-24М     |       | Запорізька область                                             | 7 БрТА              | майор Ходаківський В'ячеслав Анатолійович загинув                                               |
| 22.03.2022 | Су-24М     | ?     | м. Ізюм, Харківська область                                    | 7 БрТА              | майор Коваленко Олексій Олександрович майор Вербицький Сергій Сергійович                        |
| 23.03.2022 | МіГ-29     | ?     | с. Тригір'я, Житомирська область, Україна                      | 204 БрТА            | капітан Чумаченко Дмитро Романович                                                              |
| 20.03.2022 | Су-24М     |       |                                                                | 7 БрТА              | полковник Сікаленко Максим Анатолійович майор Городничев Костянтин Валентинович                 |
| 15.04.2022 | Су-25      | ?     | м. Ізюм                                                        | 299 БрТА            | капітан Середюк Єгор Васильович                                                                 |
| 14.05.2022 | Су-25      | ?     | м. Гуляйполе, Запорізька область, Україна                      | 299 БрТА            | капітан Пархоменко Сергій Ігорович                                                              |
| 19.05.2022 | Су-24М     | ?     | селище Липове, Україна                                         | 7 БрТА              | майор Негер Ілля Борисович підполковник Хмара Ігор Віталійович                                  |
| 06.06.2022 | Су-27      |       | Запорізька область                                             |                     | невідомо                                                                                        |
| 26.06.2022 | Су-24      | ?     | Черне море                                                     | 40 БрТА             | полковник Матюшенко Михайло Юрійович "Дід" майор Красильніков Юрій Миколайович                  |
| 26.07.2022 | Су-25      | ?     | Дніпропетровська область, Україна                              | 299 БрТА            | майор Кукурба Олександр Васильович "Кума"                                                       |
| 08.08.2022 | МіГ-29     | ?     |                                                                | 204 БрТА            | старший лейтенант Листопад Антон Валентинович                                                   |
| 21.08.2022 | Су-27      |       |                                                                |                     | підполковник Бабич Павло Петрович                                                               |
| 07.09.2022 | Су-25      | ?     | невідомо                                                       | 299 БрТА            | майор Благовісний Вадим Андрійович                                                              |
| 25.09.2022 | МіГ-29     | ?     | Миколаївська область. Україна                                  | 204 БрТА            | майор Редькін Тарас Вікторович"Тарасик"                                                         |
| 11.10.2022 | Су-27      | 59    | Полтавська область, Україна                                    | 39-та БТА           | полковник Шупік Олег                                                                            |
| 12.10.2022 |            |       | Вінницька область, Україна                                     | 204 БрТА            | майор Ворошилов Вадим Олександрович                                                             |
| 13.10.2022 | Су-24МР    | ?     | Полтавська область, Україна                                    | 7 БрТА              | невідомо Невідомо                                                                               |
| 27.01.2023 | Су-25      | ?     | Краматорськ, Донецька область, Україна                         | 299 БрТА            | майор Мурашко Данило Генадійович                                                                |
| 01.03.2023 | Су-24М     | ?     | Бахмут, Україна                                                | 7 БрТА              | капітан Соломенніков Ігор Андрійович полковник Волинець Віктор Петрович                         |
| 27.03.2023 | Су-27      | ?     | Чернігівська область, Україна                                  | 831 БрТА            | підполковник Кирилюк Денис Миколайович                                                          |
| 02.06.2023 | МіГ-29     |       | Донецька область                                               | 114 БрТА            | майор Савєльєв Владислав Михайлович                                                             |
| 25.08.2023 | Л-39       | ?     | Житомирська область, Україна                                   | 40 БрТА             | майор Пільщиков Андрій Борисович                                                                |
| 25.08.2023 | Л-39       | ?     | Житомирська область, Україна                                   | 40 БрТА             | майор Мінка В`ячеслав Миколайович майор Проказін Сергій                                         |
| 22.12.2023 | Су-27      |       |                                                                | \| 39 БрТА \|       | майор Романенко Станіслав Юрійович                                                              |
| 05.01.2024 | МіГ-29     | ?     | невідомо                                                       | 114 БрТА            | капітан Залістовський Владислав Позивний "Blue Helmet"                                          |
| 39 БрТА    |            |       |                                                                |                     |                                                                                                 |

## Статистика
| Тип літака | Втрачено |
| ---------- | -------- |
| Л-39       | 3        |
| МіГ-29     | 14       |
| Су-24      | 11       |
| Су-25      | 13       |
| Су-27      | 5        |

### Втрати ВПС за бригадами
| Бригада   | Втрачено |
| --------- | -------- |
| 7 БрТА    | 10       |
| 39-та БТА | 3        |
| 40 БрТА   | 8        |
| 114 БрТА  | 4        |
| 204 БрТА  | 5        |
| 299 БрТА  | 13       |
| 831 БрТА  | 3        |
| ?         | 10       |

## Дивитись також
- Список російських пілотів загиблих під час російсько-української війни
- Список втрат російської військової авіації в Сирії